# Kemerovo oblast
Kemerovo oblast (ryska: Кемеровская область, Kemerovskaja oblast) är ett oblast i södra Sibirien i Ryssland med en yta på 95 500 km² och cirka 2,8 miljoner invånare. Oblastets huvudstad är Kemerovo men Novokuznetsk är den största staden. Andra stora städer är Prokopjevsk, Leninsk-Kuznetskij, Mezjduretjensk, Kiseljovsk och Belovo. Området är känt för sina enorma kolgruvor.